# Mihail Pavel
Mihail Pavel (n. 6 septembrie 1827, Recea, Maramureș – d. 1 iunie 1902, Slatina, Maramureș, azi în Ucraina) a fost un episcop român unit (greco-catolic) al Episcopiei de Gherla între 1873-1879 și al Episcopiei de Oradea Mare între 1879-1902.

## Biografie

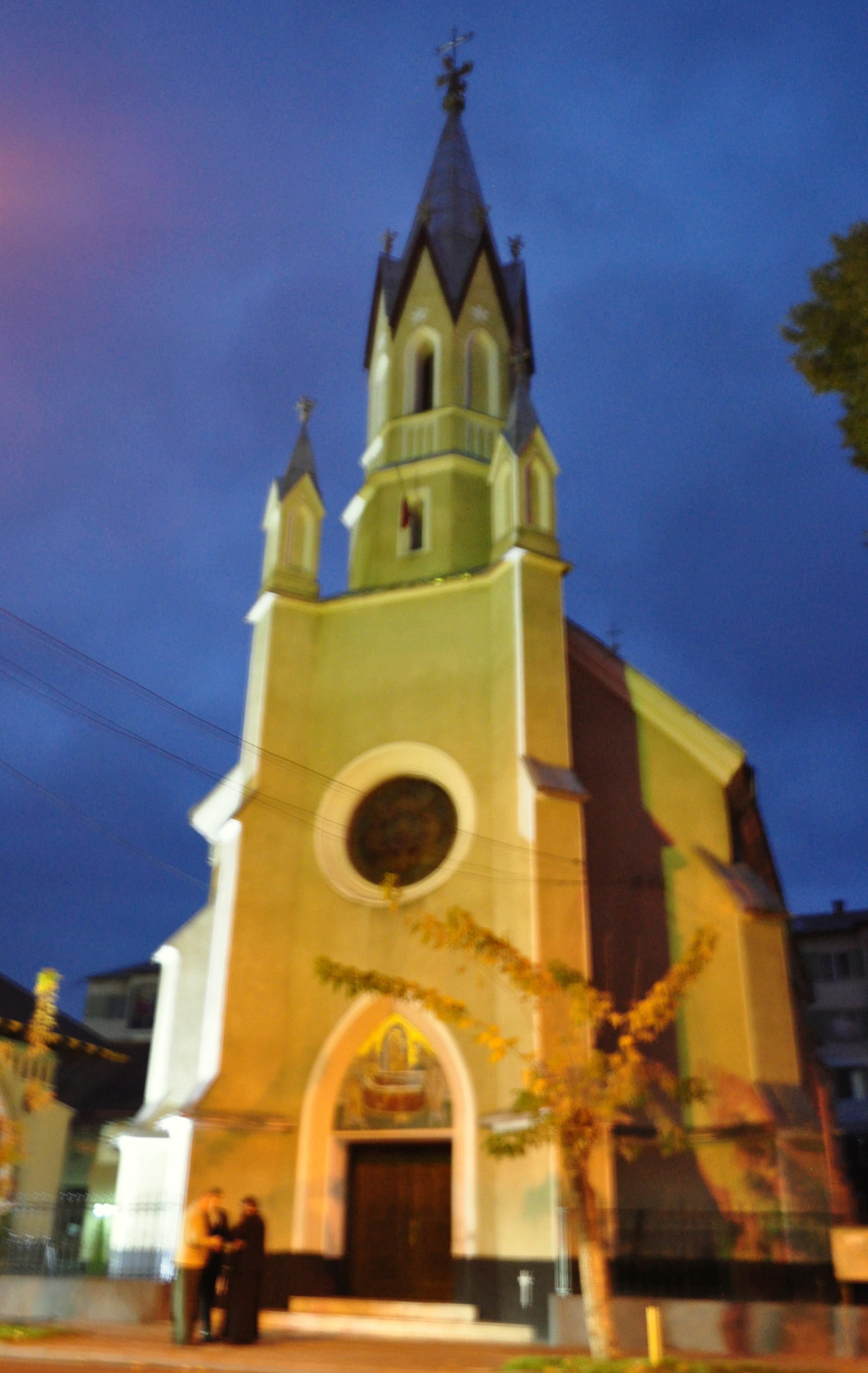
Biserica Adormirea Maicii Domnului din Sighet

Mihail Pavel s-a născut la Recea, Maramureș. Tatăl său, Constantin, a fost învățător și cântăreț bisericesc. Și-a efectuat studiile la Baia Mare, Satu Mare și Cașovia, azi Košice, apoi la Colegiul „Sfânta Barbara” de la Viena.
După studiile de la Viena, revenit acasă, a fost numit preot la Apșa de Jos, iar apoi protopop și vicar al Maramureșului, având reședința la Slatina, peste Tisa, în actuala Ucraina. În această calitate a desfășurat o activitate bogată de îndrumare a învățământului maramureșan.
În anul 1872 a fost numit episcop al Eparhiei de Gherla. Papa Pius al IX-lea l-a confirmat în această calitate la 23 decembrie din același an. La 29 ianuarie 1873 a avut loc hirotonirea episcopului Mihail Pavel, în Catedrala Sfânta Treime din Blaj, prin arhiepiscopul-mitropolit Ioan Vancea. Instalarea episcopului Mihail Pavel la Gherla a avut loc la 23 februarie 1873. În cadrul eparhiei de Gherla s-a ocupat de dezvoltarea învățământului, a construit școli și biserici, printre care și biserica de zid a Mănăstirii de la Nicula . De asemenea el este cel care a ctitorit biserica greco-catolică din Slatina. La Sighet a ctitorit Biserica Adormirea Maicii Domnului și a pus bazele „Preparandiei” din oraș.
După decesul episcopului Ioan Olteanu, survenit la 29 noiembrie 1877, la 8 iunie 1879, Mihail Pavel a fost mutat episcop la Eparhia de Oradea Mare, unde a desfășurat o activitate bogată, în diferite ramuri ale domeniului bisericesc. Astfel, în anul 1887, a întemeiat „Internatul Pavelian” din Beiuș, în care intrau circa 400 de elevi, aproape toți având întreținere gratuită. Tot pentru acești elevi a construit o sală de gimnastică. În 1896 a întemeiat Școala civilă de fete din Beiuș, cu rang de liceu. 120 de fete sărace au primit burse la acest liceu. 
Mihail Pavel a fost unul dintre marii mecena ai românilor. A donat circa 4 milioane de florini de aur pentru susținerea instituțiilor cultural-politice românești.
A murit de inimă, la 1 iunie 1902, la băile sărate de la Slatina și a fost înmormântat în biserica pe care o ctitorise în acest oraș.